# Bandeira de Trairi
A bandeira de Trairi é um dos símbolos oficiais do município de Trairi, estado do Ceará, Brasil.
A lei municipal n.º 758, de 16/02/2016, determina que todos os prédios usados pela administração pública municipal devem ser pintados nas cores da bandeira municipal, ou seja, branco, verde e amarelo.